# Graham Moore
Sir Graham Moore (1764 Glasgow – 25. listopadu 1843 Cobham, Surrey, Anglie) byl britský admirál a námořní vojevůdce 18. a 19. století. U královského námořnictva sloužil od svých třinácti let, vyznamenal se v bojích proti republikánské a napoleonské Francii. Po skončení napoleonských válek byl povýšen do šlechtického stavu (1815) a v letech 1816–1820 zastával funkci prvního námořního lorda. Jeho starším bratrem byl generál John Moore (1761–1809), proslulý hrdina napoleonských válek, který padl ve Španělsku.

## Životopis

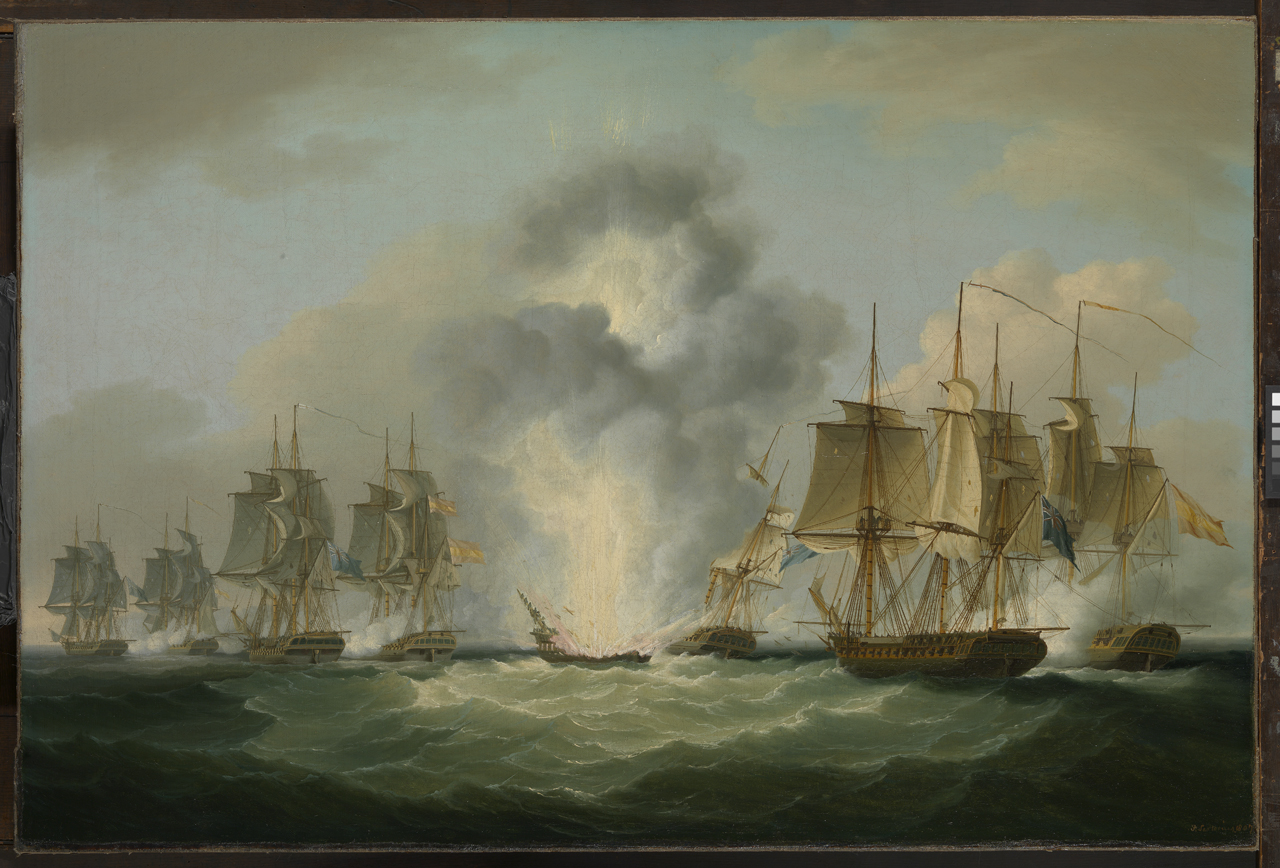
Vítězství kapitána Grahama Moora nad španělskou flotilou u Cádizu (4. října 1804) (obraz ze sbírek Národního námořního muzea v Greenwichi)

Narodil se jako mladší syn lékaře a cestovatele Johna Moora (1729–1802). Do námořnictva vstoupil v roce 1777 a již v roce 1782 byl poručíkem. Pod velením admirála Howea se zúčastnil bojů proti Francii u španělských břehů v rámci války proti USA. Po uzavření míru v Paříži cestoval po Evropě, později sloužil u břehů severní Ameriky a v roce 1790 byl povýšen na komandéra. V roce 1794 byl v hodnosti kapitána povolán do aktivní služby během francouzských revolučních válek, operoval v Severním moři a u břehů Francie. Vyznamenal se v bitvě o Toryjský ostrov (1798), která skoncovala s francouzskými plány vylodění v Irsku, v letech 1800–1801 pobýval v Karibiku. Po obnovení válečného stavu s Francií v roce 1803 proslul u Cádizu zajetím španělské flotily převážející zlato z Karibiku (říjen 1804). V hodnosti komodora byl spolu s viceadmirálem Sidney Smithem v roce 1808 pověřen převezením portugalské královské rodiny do brazilského exilu a za to obdržel Řád věže a meče.
V roce 1812 byl povýšen na kontradmirála a krátce působil jako vrchní velitel v Baltském moři, později pod admirálem lordem Keithem sloužil v Lamandšském průlivu. Jako nositel rytířského kříže Řádu lázně byl povýšen do šlechtického stavu s nárokem na titul Sir (1815). V letech 1815–1816 byl zástupcem vrchního velitele ve Středomoří a poté byl povolán do Liverpoolovy vlády jako první námořní lord (1816–1820). V roce 1819 byl povýšen do hodnosti viceadmirála a v letech 1820–1823 vrchním velitelem ve Středozemním moři. V roce 1836 získal velkokříž Řádu lázně a v roce 1837 dosáhl hodnosti admirála. Aktivní kariéru zakončil jako velitel v Plymouthu (1839–1842).
Zemřel na svém venkovském sídle Brook Farm v Cobhamu (hrabství Surrey), kde je také pohřben.
Od roku 1784 až do smrti si vedl podrobný námořní deník, který dosáhl rozsahu 34 svazků, rukopis je uložen v knihovně univerzity v Cambridge. Ve zkrácené verzi byl deník několikrát vydán tiskem, poprvé již rok po Moorově úmrtí (1844). Jeho jméno nese několik geografických lokalit mezi Kanadou a Arktidou (Sir Graham Moore Islands, Cape Graham Moore, Graham Moore Bay). Tato pojmenování vznikla z iniciativy admirála, průzkumníka a objevitele Williama Parryho.
Jeho manželkou byla Dora Eden (1789–1875), s níž se oženil v roce 1812. Dora byla dcerou auditora greenwichského špitálu Thomase Edena a neteří vlivného diplomata a politika 1. barona Aucklanda. Z jejich manželství se narodil syn John Moore (1822–1866), který u námořnictva dosáhl hodnosti kapitána, byl tajemníkem prvního lorda admirality vévody ze Somersetu a nakonec námořním pobočníkem královny Viktorie.